# Brookshire
Brookshire é uma cidade localizada no estado norte-americano de Texas, no Condado de Waller.

## Demografia
Segundo o censo norte-americano de 2000, a sua população era de 3450 habitantes. 
Em 2006, foi estimada uma população de 3698, um aumento de 248 (7.2%).

## Geografia
De acordo com o United States Census Bureau tem uma área de 
9,1 km², dos quais 9,1 km² cobertos por terra e 0,0 km² cobertos por água. Brookshire localiza-se a aproximadamente 48 m acima do nível do mar.

## Localidades na vizinhança
O diagrama seguinte representa as localidades num raio de 16 km ao redor de Brookshire. 